# Estilo de vida paleolítico
Un estilo de vida del paleolítico se refiere a vivir como los humanos presumiblemente lo hicieron en el paleolítico (Antigua Edad de Piedra), o negro recrear tal estilo de vida en la actualidad. El razonamiento para recrear ese estilo de vida es que los humanos han evolucionado por millones de años en un ambiente paleolítico. Por tanto, su cuerpo y mente pueden esperarse que estén adecuadamente adaptados al estilo de vida del cazador-recolector. La Agricultura, por otro lado, sólo ha aparecido aproximadamente hace 10 000 años a principios de la Neolítico / Era Neolítica, y la sociedad industrial hace solo 200 años. Los que proponen un estilo de vida de paleolítico afirman que ha pasado insuficiente tiempo para que los humanos se adapten a los cambios que trajeron por la agricultura e industrialización, dando lugar a un desajuste entre el estilo de vida moderno y el genoma humano.
Mientras que un pequeño número de culturas en el mundo todavía continúa viviendo un estilo de vida paleolítico del cazador-recolector, una subcultura ha emergido en las sociedades modernas que intenta recrear elementos del estilo de vida paleolítico vida.  Su motivación es la de mejorar la salud, resistencia y la felicidad evitando las "enfermedades de la civilización" comunes, tales como la obesidad, algunas enfermedades cardiovasculares, síndrome metabólico, alergias cada vez más frecuentes, algunas formas de depresión y estrés crónico. Estas enfermedades no se manifestaban entre los cazadores-recolectores, y por lo tanto se atribuyen al estilo de vida "civilizada" moderna. Por otra parte, hay indicios de que un estilo de vida paleolítica es probable que reduzca el estrés y la depresión, [1] y aumente la felicidad general y el bienestar, teniendo en cuenta que nuestra mente y emociones también están adaptadas para una vida como cazadores-recolectores.
El movimiento está primariamente asociado con la dieta paleolítica, pero también incluye ir descalzo y replicar rutinas de ejercicios, o desarrollar habilidades de supervivencia paleolíticos. Algunas personas abogan por un estilo de vida prehistóricas para los animales, en especial la alimentación cruda y cuidado de los cascos naturales. De manera más general, el movimiento paleo encaja dentro de una filosofía de "vuelta a la naturaleza", como se propone, por ejemplo, por muchos ambientalistas. Sin embargo, se distingue de algunas ideas más utópicas asociadas con esta filosofía, centrándose en una visión realista y científica de lo "verdaderamente naturaleza" de la humanidad es. Por ejemplo, rechaza cualquier noción de que el vegetarianismo o el veganismo es un estilo de vida natural, dada la evidencia de que la gente del paleolítico y la mayoría de los actuales cazadores-recolectores consumían grandes cantidades de proteína animal. [1] La evidencia de este tipo proviene de disciplinas científicas como la antropología, paleoantropología, la medicina evolutiva, psicología evolutiva y la psicología ambiental.
Los investigadores han argumentado a favor de mayores niveles de actividad física, lo que sugiere que los genes humanos evolucionaron con la expectativa de que requieren un cierto umbral de actividad física y que un estilo de vida sedentario resulta en una expresión anormal de los genes. comparando con los humanos ancestrales, los humanos modernos a menudo aumentan la grasa corporal y el músculo sustancialmente menos, lo cual es un factor de riesgo para la resistencia a la insulina.  Los procesos metabólicos humanos se desarrollaron en presencia de los ciclos de actividad y descanso físicos, que agotan regularmente los músculos esqueléticos de sus reservas de glucógeno. [1] Hasta la fecha, no está claro si estos ciclos de actividades universalmente incluyen actividad prolongada resistencia (por ejemplo, la caza persistencia) y/o más corto, la actividad de mayor intensidad. Se estima que los seres humanos ancestrales pasaron un tercio de su ingesta calórica en la actividad física (1000 cal / día de una ingesta calórica total de 3000 cal/día) 11 y que el estilo de vida paleolítico se aproximó por la recomendación de la OMS de una actividad física nivel de 1,75, o 60 minutos por día de ejercicio de intensidad moderada.

## Recomendaciones básicas
Autores inspirados por la filosofía paleo formulan una variedad de guías que incluyen:
- Adopta una dieta paleolitica lo más pronto posible: mucha fruta, pescado, vegetales, nueces y carne evitando la mayor parte de las comidas que no exisitian en el paleolítico. Esto implica evitar la comida procesada, en particular la comida chatarra y los alimentos con una alta carga glucémica como dulces y cultivos como la papa y cereales (especialmente trigo) y granos de cereales (especialmente trigo).
- Ejercita frecuentemente, pero con una variedad de duraciones e intensidades (incluyen periodos de descanso) en lugar de siempre hacer las mismas rutinas extendidas en un gimnasio o mientras se trota.
- Realiza una variedad de "movimientos naturales" complejos (por ejemplo, caminar, correr, saltar, gatear, trepar, llevar y lanzar objetos,  natación) que utilizan todo el cuerpo en lugar de ejercicios limitados artificialmente que se centran en los músculos específicos (como los ofrecidos por la mayoría de equipos de gimnasio).
- Maximiza el contacto con la naturaleza, por ejemplo: mantén plantas, jardines, trabaja con animales, camina entre arbustos, escala árboles (también propuesto por la filosofía biofilia).
- Usa un mínimo de ropa y no usar zapatos: la exposición al calor, frío, presión y otras fuerzas naturales fortalece más que debilita el cuerpo.
- Exponerse regularmente al sol o a la luz natural para obtener suficiente vitamina D y prevenir la depresión.
- Trata de dormir al menos ocho horas al día, de preferencia de acuerdo con los ritmos naturales día-noche (aunque la gente en las sociedades preindustriales no duermen en bloques contiguos - ver antropología del sueño y el sueño segmentado).
- Dedica tiempo suficiente relajarse, jugar, y "estar en el presente", sin preocuparse del mañana.
- Reduce los niveles generales de estrés; evitar el exceso de trabajo a favor de la reducción de marchas (downshifting) y la vida sencilla.
- Permite el contacto con la suciedad: el suelo contiene un montón de bacterias beneficiosas que fortalecen la inmunidad.
- Come alimentos fermentados como el chucrut, kim chi, kombucha, etc. La exposición permanente a una variedad de microbios puede ser necesario en realidad para evitar alergias y enfermedades autoinmunes, como propone la hipótesis de la higiene.
- Criar hijos como hacían los cazadores-recolectores: extendiendo la lactancia materna, cargando los bebés en el cuerpo, dormir juntos, al tiempo que permite a los niños mayores a jugar y explorar de forma autónoma...[16]
- Sentarse al nivel de las piernas con la parte trasera (en esencia, en la posición en cuclillas), tal y como la gente en tribus indígenas lo hace.
- Socializar e interactuar de cerca con un pequeño grupo de amigos, en lugar de quedarse solo o realizar "networking" con miles de conocidos superficiales.